# François Lascombes
 (décembre 2023).
L'abbé François Lascombes, né le 28 mai 1921 à Luxembourg et mort le 19 février 1991, était un ecclésiastique, historien et auteur luxembourgeois.

## Biographie
François Lascombes, après ses études secondaires au Collège d'État de Dinant, entre au Séminaire des Prêtres d'État en 1945. Auparavant, pendant la Seconde Guerre mondiale, il avait été enrôlé de force (lb) dans la Wehrmacht et avait été grièvement blessé en Pologne. Le 15 juillet 1951, il fut ordonné prêtre avec dix autres séminaristes par Léon Lommel (de) et envoyé comme vicaire à la paroisse de Luxembourg-Limpertsberg où il fut également aumônier de diverses associations. En 1958, il fut transféré avec les mêmes attributions à la paroisse de Luxembourg-Belair, puis, de 1963 à 1983, il fut curé de Kautenbach dans le nord du Grand-Duché. Quoique physiquement diminué depuis les années de guerre et privé de l'usage de son œil gauche depuis les années 1970, l'abbé François Lascombes fut constamment actif en tant qu'historien de sa ville natale et comme auteur. 
Membre de la section historique de l'Institut grand-ducal depuis 1986, il fit par ailleurs partie du groupe d'experts qui, à la fin des années 1980 et au début des années 1990, mit sur pied le Musée d'histoire de la ville de Luxembourg.

## Publications de Lascombes
- Chronik der Stadt Luxemburg, t. 1 : 963-1442, Luxembourg, 1968.
- Chronik der Stadt Luxemburg, t. 2 : 1444-1648, Luxembourg, 1976.
- Mit geschlossenem Auge ; Luxembourg (Bourg-Bourger), 1977.
- La Ville de Luxembourg pendant la seconde moitié du 17e siècle - Habitations et habitants ; Volume IC des publications de la Section historique de l'Institut grand-ducal, Lëtzebuerg (Imprimerie Joseph Beffort), 1984; 448 pages.
- Le quartier de Bel-Air à vol d'oiseau dans le temps ;dans : 50 Jor Por Belair - 1935-1985: Brochure commémorative du Cinquantenaire de la Paroisse Saint-Pie X de Luxembourg-Belair ; Luxembourg (Imprimé à : Sankt-Paulus), 1985; page 12 à 95
- Chronik der Stadt Luxemburg, t. 3 : 1684-1795, Eegeverlag, Lëtzebuerg (Imprimé à : Imprimerie Centrale), 1988